# Christian Goubault
Christian Goubault est un musicologue français né le 21 février 1938 à Thouars et mort le 28 novembre 2009 à Paris.

## Biographie
Christian Goubault naît à Thouars (Deux-Sèvres) le 21 février 1938,.
Il obtient le Certificat d'aptitude à l'enseignement musical en 1961 puis un doctorat ès lettres en 1975 à l'Université Paris-Sorbonne et un doctorat d'État en 1982.
Spécialiste de l'histoire de la presse musicale, il est l'auteur en 1984 de La Critique musicale dans la presse française, de 1870 à 1914.
Comme enseignant, Goubault est maître de conférences à l'IUFM de Rouen-Mont-Saint-Aignan jusqu'en 1991.
Comme musicologue, il est l'auteur de plusieurs monographies, consacrées à Jacques Thibaud (1988), Ravel, Debussy et Richard Strauss, de vocabulaires musicaux et de nombreux articles.
Entre 1971 et 1996, Christian Goubault est également critique musical au quotidien Paris-Normandie. Il est aussi membre titulaire de l'Académie des sciences, belles-lettres et arts de Rouen, qu'il préside en 1991.
Christian Goubault meurt à Paris (15e arrondissement de Paris) le 28 novembre 2009,.

## Publications
Parmi les écrits de Christian Goubault, figurent notamment :
- La Critique musicale dans la presse française, de 1870 à 1914, 1984 ;
- Vocabulaire de la musique romantique, Minerve, 1997 ;
- Vocabulaire de la musique à l'aube du XXe siècle, Minerve, 2000 ;
- Claude Debussy, la musique à vif, Minerve, 2002[4] ;
- Maurice Ravel, le jardin féerique, Minerve, 2004, prix des Muses 2005[1] ;
- Histoire de la notation, de l'époque baroque à nos jours, avec Sylvie Bouissou et Jean-Yves Bosseur, Minerve, 2005[5] ;
- Richard Strauss, Bleu nuit éditeur, 2008[6] ;
- Histoire de l'instrumentation et de l'orchestration : du baroque à l'électronique, Minerve, 2009[7].